# Naturschutzgebiet Stadtwald am Bindel

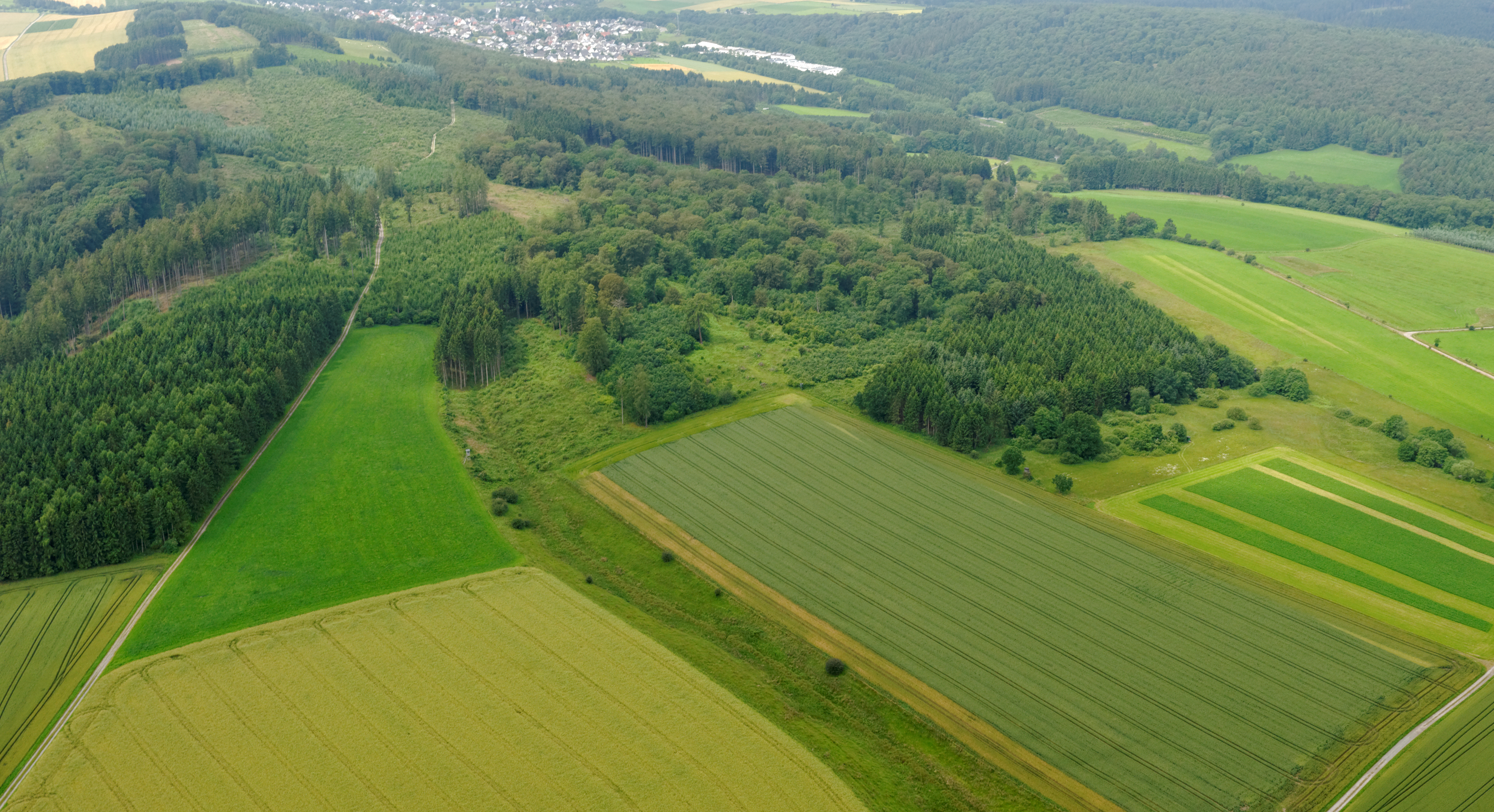
Berg Schälhorn, rechts Naturschutzgebiet Stadtwald am Bindel und westliche Teile des Naturschutzgebietes Bindel.

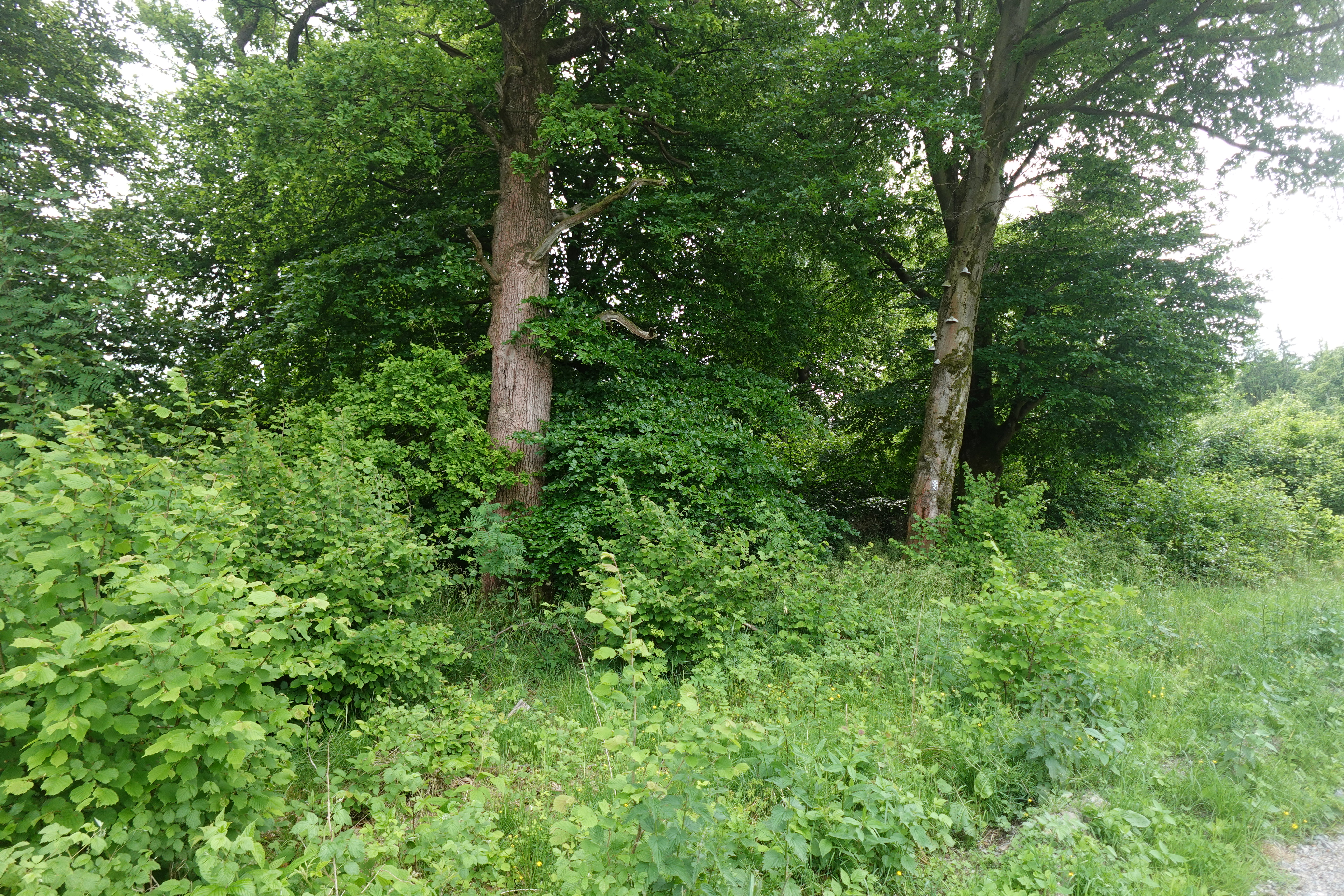
Nordwestecke vom NSG

Das Naturschutzgebiet Stadtwald am Bindel mit einer Größe von 30,46 ha liegt östlich von Scharfenberg im Stadtgebiet Brilon. Das Gebiet wurde 2008 mit dem Landschaftsplan Briloner Hochfläche durch den Hochsauerlandkreis als Naturschutzgebiet (NSG) ausgewiesen. Nordöstlich grenzt direkt das Naturschutzgebiet Bindel an. Das NSG gehört seit 2023 zum Vogelschutzgebiet Diemel- und Hoppecketal mit angrenzenden Wäldern.

## Gebietsbeschreibung
Beim NSG handelt es sich um ein Waldgebiet mit altholzreichem Eichenwald und Erlenbruch. Im NSG befinden sich auch Rotfichtenbestände.
Das Landesamt für Natur, Umwelt und Verbraucherschutz Nordrhein-Westfalen dokumentierte Pflanzenarten wie Bach-Spatenmoos, Bachbunge, Bitteres Schaumkraut, Echter Baldrian, Echtes Springkraut, Flutender Schwaden, Frauenfarn, Gegenblättriges Milzkraut, Gewöhnliche Goldnessel, Gewöhnlicher Gilbweiderich, Gewöhnlicher Wurmfarn, Großes Hexenkraut, Hain-Gilbweiderich, Hain-Sternmiere, Heidelbeere, Kleiner Baldrian, Kriechender Hahnenfuß, Maiglöckchen, Quell-Sternmiere, Quirl-Weißwurz, Sumpf-Dotterblume, Sumpf-Helmkraut, Sumpf-Labkraut, Sumpf-Pippau, Sumpf-Schafgarbe, Sumpf-Veilchen, Ufer-Wolfstrapp, Waldgeißblatt, Waldmeister, Wald-Engelwurz und Zweiblättrige Schattenblume.

## Schutzzweck
Im NSG soll das Waldgebiet geschützt werden. Wie bei allen Naturschutzgebieten in Deutschland wurde in der Schutzausweisung darauf hingewiesen, dass das Gebiet „wegen der Seltenheit, besonderen Eigenart und Schönheit des Gebietes“ zum Naturschutzgebiet wurde.
Der Landschaftsplan führt zum speziellen Schutzzweck auf: „Erhaltung und Optimierung von (tlw. feuchten) Eichenwaldgesellschaften und eines Erlenbruchs als seltene Biotoptypen und zum Schutz der darin vorkommenden Lebensgemeinschaften, in denen gefährdete Tier- und Pflanzenarten erfasst sind; Schutz von landeskundlich interessanten Kleinstrukturen im nördlichen Gebietsteil; Ergänzung der Feuchtwiesen im Bermecketal und am Bindel durch naturnahe Waldstrukturen, die dem Artenschutz (z. B. von Fledermäusen) im Gesamtraum zugute kommen.“